# Ulterior Motives
«Ulterior Motives» (с англ. — «Скрытые мотивы») — поп-песня композиторов Кристофера Сента Бута и Филипа Эдриана Бута, записанная в середине 1980-х годов. Она приобрела популярность в интернете после того, как её семнадцатисекундный сниппет, на тот момент неизвестного происхождения, был опубликован в сети в 2021 году. Поскольку настоящее название песни было неизвестно, пользователи условно называли её «Everyone Knows That» («Все знают это», часто сокращалось до EKT) или «Ulterior Motives», основываясь на тексте вокала доступного фрагмента.
Короткий отрывок композиции был загружен на сайт по идентификации песен WatZatSong в 2021 году испанским пользователем carl92, который утверждал, что обнаружил эту запись среди файлов в старой резервной копии DVD, и предположил, что она осталась с тех времён, когда он учился записывать аудио. С момента первой публикации в 2021 году пользователи искали полную версию песни и информацию о её происхождении и исполнителе. В феврале 2024 года издание The Guardian назвало её «одной из самых больших и продолжительных музыкальных загадок в интернете».
В апреле 2024 года пользователи Reddit идентифицировали песню, а также нашли её авторов. Было обнаружено, что её источником является малоизвестный порнографический фильм Angels of Passion, выпущенный в 1986 году. В том же году песня была переиздана, войдя в студийный альбом Ulterior Motives — The Lost Album.

## Предыстория
«Ulterior Motives» была записана Кристофером Сентом Бутом и Филипом Эдрианом Бутом примерно в 1986 году, когда они были участниками группы Sweeney Todd. Они также работали ассистентами кинопродюсера, поскольку «делали всё, чтобы заработать деньги». Одному из их друзей, снимавшему фильмы для взрослых, понадобилась музыка для своей новой работы, и, по словам Кристофера, «они дали нам немало денег только для того, чтобы дать им немного музыки, которую можно было бы использовать за кадром». «Ulterior Motives», изначально написанная как поп-песня, стала саундтреком к порнографическому фильму Angels of Passion («Ангелы страсти», 1986). Кристофер исполнил вокал, а Филип — играл на гитаре. Кристофер сказал, что текст песни был вдохновлён «девушкой, которая изменила»: «Она говорила одно, а вы узнали, что она сделала другое». Композиция была описана как представитель жанров нью-вейв и синти-поп.

## Поиски
Фрагмент композиции был загружен на WatZatSong 7 октября 2021 года пользователем carl92, который попросил помощи в её идентификации. Он озаглавил пост «Mid 80s, Bad quality» («Середина 80-х, плохое качество») и заявил, что «нашёл этот сэмпл среди кучи очень старых файлов в резервной копии DVD. Возможно, я просто учился записывать аудио, и это осталось». С тех пор фрагмент стал самым известным и продолжительным по времени активного поиска материалом на WatZatSong, получив наибольшее количество комментариев с момента запуска сайта в 2006 году. Хотя изначально было неизвестно, когда записана эта песня, предполагалось, что она датируется 1980-х годами из-за её стилистического сходства с поп-музыкой того времени.
Сниппет приобрёл популярность в интернете в 2022—2023 годах, а в июне 2023 года был запущен сабреддит, посвящённый поиску песни и её исполнителя. По состоянию на апрель 2024 года на него были подписаны 47 тысяч человек. 7 января 2024 года два участника сабреддита дали интервью французской коммерческой телевизионной сети TF1. Поиски этой композиции были частью более широкого сообщества, известного как «лоствейв», участники которого стремятся идентифицировать «утерянную» музыку.
Поиск песни поначалу продвигался медленно, но со временем привлекал всё больше внимания. Её предполагаемые источники включали эфир телеканала MTV 1990-х годов, невыпущенную демозапись или рекламный джингл, в качестве предполагаемых авторов рассматривались в том числе поп-рок-группа Roxette и поп-дуэт Savage Garden. В августе 2023 года участники поиска обнаружили, что композиция под названием «Ulterior Motives» была зарегистрирована в канадской музыкальной базе данных SOCAN, но не смогли подтвердить, имеет ли она отношение к доступному сниппету.
В конце февраля 2024 года пользователи попытались связаться с певцом White Mike Johnny Glove, у которого «поразительно похожий голос» на тот, что звучит в записи. Некоторые участники сообщества проанализировали звучание драм-машины и синтезатора, что позволило сузить дату выпуска до периода после 1983 года. Предполагалось, что на протяжении всего трека использовались драм-машина LinnDrum и синтезатор Yamaha DX7. Пользователи создали реконструкцию оригинального фрагмента, чтобы иметь представление о том, какой могла бы быть полная версия, а некоторые предположили, что песня была мистификацией, «подброшенной троллем». В частности, предполагалось, что отрывок сгенерировал искусственный интеллект.

### Обнаружение
В апреле 2024 года, пользователь Reddit с ником «south_pole_ball» узнал, что один из возможных авторов, Кристофер Бут, писал музыку для порнографических фильмов. Просмотрев множество работ с участием этого композитора, реддитор обнаружил искомую песню в малоизвестной киноленте для взрослых 1986 года «Angels of Passion». Было установлено, что авторами композиции являются братья-близнецы Кристофер Сент Бут и Филип Эдриан Бут. Сообщение о находке опубликовано на сабреддите 28 апреля. Кристофер отреагировал на результаты поисков, разместив в Instagram пост, в котором написал, что его «разум сегодня официально взорвался». Так как отрывок из порнофильма с песней содержит характерные звуки стонов, пользователи попросили авторов выпустить оригинальную запись. В своём TikTok Кристофер объявил о возможности релиза. Между тем участники сообщества отредактировали аудио так, чтобы убрать лишние звуки, но его качество всё ещё оставалось низким. Кристофер сказал, что некоторые оригинальные мультитреки сохранились (гитара, бас и ударные), но вокал и клавишные будут перезаписаны. В интервью журналу Rolling Stone он также объявил о планах выпустить новый альбом с песнями, похожими на «Ulterior Motives». В начале июня 2024 года стало известно, что альбом будет называться Ulterior Motives — The Lost Album. Он был выпущен 22 июня.

## Участники записи
- Кристофер Сент Бут — вокал, программирование драм-машины LinnDrum[5].
- Филип Эдриан Бут — синтезаторная гитара, программирование драм-машины LinnDrum[5].